# Borzja
Borzja è una città della Russia siberiana sudorientale (kraj Zabajkal'skij), situata sul fiume omonimo 349 km a sudest del capoluogo Čita; è il capoluogo amministrativo del distretto omonimo.

## Società

### Evoluzione demografica
Fonte: mojgorod.ru
- 1959: 23.700
- 1970: 27.800
- 1989: 36.400
- 1996: 32.400
- 2007: 30.600